# Споменик ослободиоцима Сврљига
Споменик ослободиоцима Сврљига се налази у градском парку, посвећен је бројним борцима из Сврљига, међу којима и један народни херој, који су пали за ослобођење града. Посвећен је и бројним жртвама фашистичког терора.
Споменик је рад нишког вајара Александра Шакића, откривен 1950. године.
На споменику се налази бронзана фигура која представља борца–радника са опанцима у природној величини, који са уздигнутом руком кличе слободи, постављена на вишестепеном каменом постољу. Осим фигуре борца, на постољу су постављена и два рељефа: на предњој страни рељеф са приказом борбе партизана и фашиста, а на задњој рељеф палим жртвама терора, са сценом одвођења на стратиште и стрељање родољуба. 